# Gruppo cosmonauti TsPK 6
Il Gruppo cosmonauti  TsPK 6 è stato selezionato il 23 agosto 1976 ed è formato da nove aviatori VVS. L'addestramento di base è iniziato nei giorni della selezione e si è concluso il 30 gennaio 1979. Kadenjuk si è ritirato dal Corpo cosmonauti TsPK nel 1996 ma ha volato successivamente sullo Shuttle come Specialista del carico utile grazie ad una collaborazione tra l'Ucraina e la NASA.
- Leonid Ivanov[1]
- Leonid Kadenjuk[2]

STS-87
- Nikolaj Moskalenko[3]
- Sergej Protčenko[4]
- Evgenij Salej[5]
- Anatolij Solov'ëv[6]

Sojuz TM-5/Sojuz TM-4
Sojuz TM-9 (Mir 6)
Sojuz TM-15 (Mir 12)
STS-71/Sojuz TM-21 (Mir 19)
Sojuz TM-26 (Mir 24)
- Vladimir Titov[7]

Sojuz T-8
Sojuz TM-4/Sojuz TM-6 (Mir 3)
STS-63
STS-86
- Vladimir Vasjutin[8]

Sojuz T-14
- Aleksandr Volkov[9]

Sojuz T-14
Sojuz TM-7 (Mir 4)
Sojuz TM-13 (Mir 10)